# ترناوا (چایتینا)
ترناوا (به صربی: Trnava) یک منطقهٔ مسکونی در صربستان است که در چایتینا واقع شده‌است. ترناوا ۸٫۴۷ کیلومتر مربع مساحت و ۲۰۰ نفر جمعیت دارد و ۵۸۹ متر بالاتر از سطح دریا واقع شده‌است.